# Pseudozaphanera splendida
Pseudozaphanera splendida là một loài côn trùng cánh nửa trong họ Aleyrodidae, phân họ Aleyrodinae.
Pseudozaphanera splendida được Martin miêu tả khoa học đầu tiên năm 1999.